# Gerelm Hinckaert
Gerelm Hinckaert, ook Gerelinus en Geerem († vóór 1366) was de stamvader van het Brabantse adelsgeslacht Hinckaert. 

## Leven
Door zijn huwelijk rond 1330 met Margareta van Brabant, gezegd van Mechelen, verbond hij zich met een buitenechtelijke tak van het Brabants hertogelijk huis. Margareta was een dochter van Henneken van Mechelen, bastaardzoon van hertog Jan I van Brabant. 
Hinckaert was schepen van Brussel in 1349-1350 en werd in die periode ook geridderd.
De wapenspreuk Recht gaet Hincaert zou herinneren aan de kreupelheid van Gerelm. Het zouden de woorden zijn geweest waarmee de Maagd Maria zijn gebed verhoorde door hem miraculeus te genezen.